# Pearl (今井美樹のアルバム)
『Pearl』（パール）は今井美樹の14作目のオリジナル・アルバム。2002年7月17日に発売された。東芝EMI（現・EMIミュージック・ジャパン）移籍後、第一作となる。

## 概要
CD帯には「喜び、ささやかな夢、悩み、明日への希望…」と記述されている。
前作『AQUA』で10年ぶりに編曲で参加した佐藤準は、シングル「微笑みのひと」以外の編曲を担当した。布袋寅泰は7曲の作曲を手掛けたが、前述の通り編曲はほぼ携わっていない。今井の初期に数多の曲を提供した柿原朱美とMAYUMIが久々に参加している。

## 収録曲

### CD
| 全編曲: 佐藤準（M-3を除く）、M-3 編曲: 布袋寅泰／ホーンセクション編曲: 村田陽一。 |                       |           |           |       |
| #                                                                                 | タイトル              | 作詞      | 作曲      | 時間  |
| 1.                                                                                | 「汐風」              | 岩里祐穂  | MAYUMI    | 4:31  |
| 2.                                                                                | 「PEARL」             | 岩里祐穂  | 布袋寅泰  | 5:17  |
| 3.                                                                                | 「微笑みのひと」      | 布袋寅泰  | 布袋寅泰  | 4:07  |
| 4.                                                                                | 「フレンズ」          | 岩里祐穂  | 布袋寅泰  | 5:42  |
| 5.                                                                                | 「Side by Side」      | 布袋寅泰  | 布袋寅泰  | 5:09  |
| 6.                                                                                | 「A Day In The Life」 | 岩里祐穂  | 柿原朱美  | 4:01  |
| 7.                                                                                | 「シナモン」          | 岩里祐穂  | 布袋寅泰  | 4:32  |
| 8.                                                                                | 「めぐり逢えたら」    | 布袋寅泰  | 布袋寅泰  | 4:29  |
| 9.                                                                                | 「私の好きなもの」    | 岩里祐穂  | 布袋寅泰  | 4:35  |
| 10.                                                                               | 「ただいま」          | 岩里祐穂  | 布袋寅泰  | 5:10  |
| 11.                                                                               | 「GIFT」              | 布袋寅泰  | 布袋寅泰  | 3:29  |
| 合計時間:                                                                         | 合計時間:             | 合計時間: | 合計時間: | 51:19 |